# Santa Maria de Vilanova de la Barca
Santa Maria de Vilanova de la Barca fou l'església parroquial de Vilanova de la Barca abans de ser enrunada degut al bombardeig que patí la població el 1938 durant la guerra civil espanyola. Les funcions de parroquial són ara assumides per l'església que dedicada a l'Assumpta fou reconstruïda després de la guerra, mentre que Santa Maria palesa encara les conseqüències d'aquell esdeveniment. Tot i això les seves restes s'han protegit com a bé cultural d'interès local.
L'estudi en planta no permet considerar-la com a fruit d'un projecte unitari. Els seus diferents espais presenten un caràcter additiu. Així doncs, a una església de nau única amb fals transsepte i absis rectangular d'origen medieval li foren afegits una nau lateral i un nou ingrés d'època barroca. D'aquest només es conserva el coronament compost per una cornisa que sosté una fornícula flanquejada per volutes.
Del que eren els interiors, solament es conserven part de les cobertes de l'àrea del presbiteri, on romanen, en alguns capitells i una clau de volta, mostres escultòriques, les quals, ofereixen dificultats pel que fa a una estricta classificació estilística. La seva datació vindrà donada per l'anàlisi de l'arquitectura que les contextualitza.
En la nau lateral afegida en època barroca, malgrat la desaparició de les cobertes hi és perceptible encara la definició dels alçats, amb arcuacions de mig punt, i la interessant solució de les cantoneres aixamfranades. Darrerament l'obertura que degué ser la principal ha estat tapiada i s'ha desplaçat l'accés al mur del presbiteri, la zona més ben conservada.
La part més conservada és la posterior, una planta quadrangular amb dues capelletes laterals i una pilastra adossada reforçant els angles. Al costat on hi ha l'arc d'ogiva hi ha fetes, en baix relleu, dues imatges sobre capitells. Els trets són més aviat romànics i una mica primitius.
De la façana d'entrada en queda la paret, gòtica, al damunt de la qual s'ha encastat una portalada neoclàssica mal reeixida. Els laterals deurien modificar-se en el mateix període.